# FF Norden 02
El FF Norden 02 es un equipo de fútbol de Luxemburgo que milita en la Primera División de Luxemburgo, la tercera liga de fútbol más importante del país.

## Historia
Fue fundado en el año 2002 en la ciudad de Weiswampach, al norte de Luxemburgo a raíz de la fusión de los equipos  FC Les Montagnards Weiswampach y FC Blo-Giel-Hupperdange, por lo que ahora el club representa a la región del norte del país. Nunca han jugado en la Division Nationale y su mayor logro ha sido ascender a la Éirepromotioun en la temporada 2011/12 luego de ganar el ascenso de la División 1.

## Palmarés
- Primera División de Luxemburgo: 2

2010/11, 2014/15